# Crellwitz
Crellwitz ist eine Wüstung im Ortsteil Oberreißen der Landgemeinde Ilmtal-Weinstraße im thüringischen Landkreis Weimarer Land.

## Geschichte
1225 wurde der Ort erstmals urkundlich erwähnt. Crellwitz und sein Nachbarort Reißen bildeten den Ort Oberreißen. Die Grenze zwischen den beiden Orten bildete der Hohndorfer Bach. Beide Orte hatten eigene Friedhöfe. In Reißen gab es eine Kirche, wogegen Crellwitz nur eine Kapelle besaß. Jeweils an den Ortseingängen befanden sich die markanten Baulichkeiten von Oberreißen.